# 바토 무슈

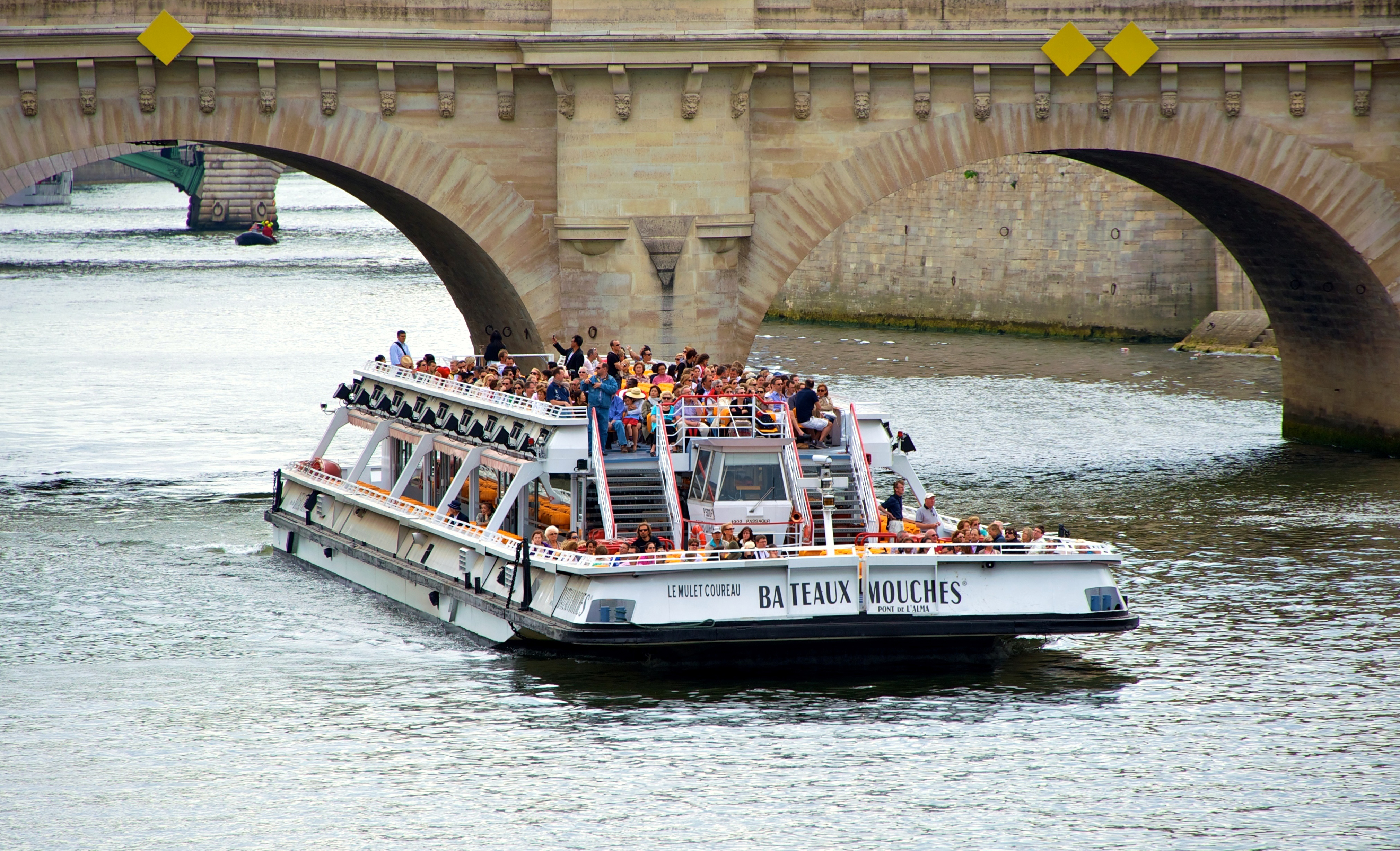

바토 무슈(Bateaux Mouches)는 프랑스 파리를 방문하는 방문객에게 센강을 따라 도시의 전망을 제공하는 개방형 유람선이다. 또한 부분적으로 지하에 있는 생 마르탱 운하 와 같은 파리 운하에서도 운영된다.
이 용어는 장 브뤼엘 (1917-2003)이 설립한 파리에서 가장 널리 알려진 보트 운영업체인 Compagnie des Bateaux Mouches 의 등록 상표이다. 그러나 회사의 성공으로 인해 이 문구는 일반적으로 도시 내 강에서 운항되는 모든 보트를 지칭하는 데 사용된다. 바토 무슈는 문자 그대로 "플라이 보트"("파리"는 곤충을 의미함)로 번역된다. 그러나 이 이름은 원래 리옹의 무슈(Mouche) 지역에 위치한 보트 야드에서 제조되었기 때문에 붙여진 이름이다. 그들은 1867년 전시회 에서 증기선으로 시작했지만 대공황의 둔화로 인해 증기선의 작동이 중단되었다.
현대적인 보트는 파리의 인기 있는 관광 명소이다. 보트에는 개방형 상부 데크와 밀폐된 하부 데크가 있는 경우가 많다. 일부에는 악천후 시 개방형 데크를 보호하기 위해 닫을 수 있는 슬라이딩 캐노피가 있다. 보트는 각각 최대 1000명의 승객을 수용할 수 있다. 대부분의 보트 투어에는 강을 따라 있는 명소에 대한 실시간 해설이나 녹음된 해설이 포함된다. 일반적인 크루즈는 약 1시간 동안 진행된다. 많은 회사에서 점심 및 저녁 크루즈도 제공한다. 대부분의 보트에는 저녁에 랜드마크를 밝히는 조명이 장착되어 있다.
센강은 파리 중심부에 위치해 있기 때문에 보트 투어는 파리의 많은 부분을 다룬다. 보트에서 좌안 (Rive Gauche) 과 우안 (Rive Droite)을 모두 볼 수 있다. 승객은 다른 명소 중에서 에펠탑을 볼 수 있다. 노트르담 대성당 ; 알렉산더 3세 다리, 퐁네프 다리 ; 오르세 미술관, 루브르 박물관. 승객들은 나폴레옹의 묘지인 앵발리드 레 앵발리드 도 볼 수 있다.
파리의 보트 투어는 제2차세계대전 이후 번성했으며 오늘날에도 Compagnie des Bateaux Mouches(여전히 보트 투어를 운영하는 가장 오래된 회사)가 상당한 경쟁을 벌이고 있다. 성수기의 바쁜 날에는 보트가 끊임없이 강을 오르락내리락한다.